# Cratere Helmholtz (Marte)
Helmholtz è un cratere sulla superficie di Marte.
Il cratere è dedicato al medico tedesco Hermann von Helmholtz.